# Teylingen College Leeuwenhorst
Teylingen College Leeuwenhorst (officieel: Teylingen College Locatie Leeuwenhorst)  is een rooms-katholieke school in de Nederlandse plaats Noordwijkerhout. De school maakt onderdeel uit van de scholengemeenschap Teylingen College. De heer C.T. Slats is rector van de school.

## Geschiedenis

### Beginjaren
In de jaren 50 had bisschop Martinus Jansen van het Bisdom Rotterdam als taak:  het stichten van een eigen priesteropleiding, een kleinseminarie in Noordwijkerhout. Op 1 september 1961 werd het seminarie-gymnasium "Leeuwenhorst" geopend. In 1961 ging het seminarie van start met de laagste vier klassen. De twee hoogste klassen werd op de kleinseminarie Hageveld geplaatst.
Hoewel pas vanaf 1968 brugklassen op alle scholen verplicht werden, startte Leeuwenhorst zijn eerste brugklas al in 1964. In 1967 werd er gestart met een programmaschool waarbij een afdeling V.W.O. en H.A.V.O. gevormd werd. De aanmeldingen voor het internaat liepen hierna echter terug, waarna er werd besloten om verder te gaan onder de naam Diocesaan Leeuwenhorst. De afdeling internaat en de afdeling programmaschool V.W.O.-H.A.V.O. werden gesplitst.

### Openbare school en fusies
In 1968 werd Leeuwenhorst een openbare school. Desondanks werden in 1970 pas naast jongens ook meisjes toegelaten. In 1973 krijgt de school toestemming van de toenmalige minister voor het invoeren van Latijnse taal en Latijnse letterkunde. In 1974 komt er een einde aan het experiment programmaschool en werd Leeuwenhorst een geheel open programmaschool VWO-HAVO.
In de jaren 90 fuseerde de school meerdere malen. In 1992 fuseerde R.K. Leeuwenhorst MAVO met College Leeuwenhorst. Een jaar later vond er een bestuursfusie plaats toen Leeuwenhorst, Willibrord en KTS/Don Bosco samen opgingen in KSVOB (Katholieke Scholen Voortgezet Onderwijs Bollenstreek).
Op 1 augustus 1995 ontstond de scholengemeenschap Teylingen College uit een samenwerking tussen Leeuwenhorst, Willibrord MAVO (Noordwijk), KTS/Don Bosco (Voorhout / Sassenheim) en Duinzigt (Oegstgeest). Hiermee was de huidige naam van de school, Teylingen College Leeuwenhorst, een feit. De fusie zorgde er tevens voor dat de scholengemeenschap recht kreeg op een afdeling gymnasium, welke werd gevestigd op Leeuwenhorst.
Op 1 januari 2000 vond de recentste fusie plaats toen de besturen van het Fioretti College en  het Teylingen College samen een nieuwe stichting vormden, genaamd de Aloysius Stichting Katholiek Voortgezet Onderwijs Duin- en Bollenstreek (ASVO).

### 2006-heden
In 2006 werd het huidige schoolgebouw in gebruik genomen. Het gebouw is verticaal verdeeld in een onder- en een bovenvleugel en is gebouwd op het sportveld van de oude school. Op de begane grond vinden voornamelijk de expressievakken plaats, op de eerste etage de exacte vakken en op de derde etage de zaakvakken. De mediatheek van de school bevindt zich op de begane grond. Op de begane grond bevindt zich de theaterzaal, het Forum geheten. De school heeft de beschikking over twee op elkaar geplaatste gymnastiekzalen. De personeelskamer is op de tweede etage. De onder het hoofdgebouw gerealiseerde fietsenkelder biedt plaats aan 600 fietsen. Door de stijging van het aantal leerlingen was Teylingen College Leeuwenhorst in 2009 genoodzaakt nieuwe noodlokalen te plaatsen. In 2012 werd er een science-gebouw en een lokaal voor theater en dans gerealiseerd. Dit gebeurde met medewerking van de gemeente Noordwijkerhout. Anno 2015 heeft de school ongeveer 1600 leerlingen.
Daarnaast heeft de school twee nieuwe gebouwen gekregen waaronder een voor de MAVO en een voor gym en theatervakken.

## Wereldrecords
Op 18 november 2011 wist scheikundedocent Martin Hermans samen met leerlingen van het Teylingen College Leeuwenhorst een Guinness World Record te behalen met de lancering van 443 waterraketen tegelijkertijd. Twee dagen eerder wisten leerlingen van de school al het wereldrecord Zumba-dansen te verbreken.